# فرد باك
فرد باك (بالإنجليزية: Fred Buck)‏ (2 نوفمبر 1879 في المملكة المتحدة - 5 يونيو 1952 في المملكة المتحدة) هو لاعب كرة قدم بريطاني (وحمل سابقاً جنسية المملكة المتحدة لبريطانيا العظمى وأيرلندا) في مركز مهاجم داخلي. لعب مع سوانزي سيتي ونادي بليموث أرجايل ونادي ليفربول ووست بروميتش ألبيون وستافورد رينجرز.